# Cephalotaxus mannii
Cephalotaxus mannii ist eine Pflanzenart aus der Familie der Kopfeibengewächse (Cephalotaxaceae). Sie ist im südöstlichen Asien heimisch.

## Beschreibung
Cephalotaxus mannii wächst als immergrüner Baum, der Wuchshöhen von 20 bis 30 Metern und Brusthöhendurchmesser von 0,5 bis 1,1 Metern erreichen kann. Es gibt auch Berichte  von bis zu 50 Meter hohen Exemplaren. Die hellbraune bis rötlich braune Stammborke blättert ab. Die 8 bis 24 Zentimeter langen Zweige sind im Querschnitt elliptisch bis länglich-elliptisch geformt und dabei etwa halb so breit wie lang.
Die relativ dünnen oder ledrigen, geraden oder leicht sichelförmig gebogenen Nadeln sind bei einer Länge von 1,5 bis 4 Zentimetern und einer Breite von 2,5 bis 4 Millimetern linear bis linear-lanzettlich geformt. Sie stehen an einem 0 bis 1 Millimeter langen Stiel und gehen in einem Winkel von 45 bis 80° von den Zweigen ab. Die mehr oder weniger symmetrische Basis der Nadeln ist stumpf bis stumpf-keilförmig, während die Spitze scharf zugespitzt oder kurz stachelspitzig ist. Die Nadelränder sind leicht zurückgebogen. Die Nadeloberseite ist dunkelgrün oder glänzend olivgrün gefärbt und an der Nadelunterseite findet man 19 bis 26 weiße bis bläulich weiße Stomatareihen.
Die Blütezeit von Cephalotaxus mannii erstreckt sich von November bis März und die Samen reifen von August bis Oktober. Die blassgelben, männlichen Blütenzapfen sind bei einem Durchmesser von 4 bis 4,5 Millimetern kugelig geformt und stehen an einem 1 bis 5 Millimeter langen Stiel. Sie stehen in Gruppen von sechs bis acht und enthalten je sieben bis 13 Mikrosporophylle mit je drei bis vier Pollensäcken. Die weiblichen Zapfen haben einen 0,6 bis 1 Zentimeter langen Stiel und stehen einzeln oder in Gruppen von bis zu dreien zusammen. Sie sind von einem 2,2 bis 3 Zentimeter langen und 1,1 bis 1,2 Zentimeter dicken Samenmantel (Arillus) umgeben. Dieser ist anfangs grün und verfärbt sich zur Reife hin rot. Die verkehrt-eiförmigen bis verkehrt-eiförmig-elliptischen Samenkörner werden 2,2 bis 2,8 Zentimeter lang und haben eine scharf zugespitzte oder stachelspitzige Spitze.
Die Chromosomenzahl beträgt 2n = 24.

## Verbreitung und Standort
Das natürliche Verbreitungsgebiet von Cephalotaxus mannii umfasst das südliche und westliche China, das nordöstliche Indien, Laos, das nördliche Myanmar, das nördliche Thailand sowie das nördliche Vietnam. In China findet man die Art in dem im südwestlichen Guangdong gelegenen Kreis Xinyi, dem Kreis Rong in Guangxi, in Jianfeng Ling, Limu Ling und am Wuzhi Shan in Hainan, im südöstlichen Xizang sowie im Süden und Westen Yunnans. Die Bestände in Xizang und Yunnan müssen noch genauer untersucht werden, es könnten sich dabei auch um Vorkommen von Fortunes Kopfeibe (Cephalotaxus fortunei) handeln. In Indien gibt es Vorkommen in Arunachal Pradesh, Assam, Manipur, in den in Meghalaya gelegenen Khasi Hills, den Jaintia Hills sowie in den Naga Hills und in Nagaland.
Cephalotaxus mannii gedeiht in Höhenlagen von 500 bis 2000 Metern. Die Art wächst vor allem in Mischwäldern, subtropischen Laubwäldern und an bewaldeten Hängen. Es werden eine Vielzahl von verschiedenen Böden wie Kalkstein und Silikatgestein besiedelt. Die Art bildet auf Silikatböden häufig Mischbestände mit Dacrycarpus imbricatus, Nageia wallichiana, der Oleanderblättrigen Steineibe (Podocarpus neriifolius) und Eiben (Taxus). Auf kalkhaltigen Böden findet man die Art vergesellschaftet mit Amentotaxus-Arten, der Fujian-Zypresse (Chamaecyparis hodginsii), Nageia fleuryi, Pinus fenzeliana, Podocarpus pilgeri, der Chinesischen Douglasie (Pseudotsuga sinensis) und der Chinesischen Eibe (Taxus chinensis).
Cephalotaxus mannii wird in der Roten Liste der IUCN als „gefährdet“ eingestuft. Als Hauptgefährdung wird die Zerstörung der Wälder zur Nutzbarmachung für Ackerbau und die dadurch bedingte Fragmentierung der Bestände genannt. Weiters das Fällen von großen Bäumen zur Holzgewinnung sowie das Entfernen der Rinde zur medizinischen Nutzung. Der rückläufige Gesamtbestand der Art lässt sich aufgrund des weitläufigen und fragmentierten Verbreitungsgebietes nur schwer schätzen. Der Bestand in China wird auf weniger als 15.500 Bäume geschätzt.

## Nutzung
Das Holz der Art wird zur Herstellung von hochwertigen Möbeln, Griffen für Werkzeuge und Holzkunstwerke genutzt. Es weist eine feine Struktur auf, ist eher hart, sehr biegsam und lässt sich leicht bearbeiten. Es spaltet und verformt sich nicht und gilt als resistent gegen Insektenfraß.
Aus den Samen kann Öl gewonnen werden, welches für Malereien verwendet wird. Weiters werden die Samen auch als Medizin genutzt.

## Systematik
Die Erstbeschreibung als Cephalotaxus mannii erfolgte 1886 durch Joseph Dalton Hooker in Icones Plantarum, Band 16, Seite 1523. Die Vorkommen in Indien werden von einigen Autoren der Art Cephalotaxus griffithii und die Vorkommen auf der Insel Hainan der Art Cephalotaxus hainanensis zugerechnet. Diese beiden Arten unterscheiden sich morphologisch kaum von Cephalotaxus mannii.